# Jimmy Hagan
Jimmy Hagan est un footballeur puis entraîneur anglais né le 21 janvier 1918 à Washington et mort le 26 février 1998. Il évoluait au poste d'attaquant.

## Biographie

### En tant que joueur
Il joue principalement pour Sheffield United passant 20 saisons au club.
International, il joue pour l'Angleterre une seule fois contre le Danemark.

### En tant qu'entraîneur
Sa carrière d'entraîneur a lieu en Angleterre et au Portugal, dirigeant des clubs comme Peterborough United, West Bromwich Albion, le Benfica Lisbonne ou le Sporting Portugal.

## Carrière

### En tant que joueur
- 1933 :  Liverpool FC
- 1935-1938 :  Derby County FC
- 1938-1958 :  Sheffield United

### En tant qu'entraîneur
- 1958-1962 :  Peterborough United
- 1963-1967 :  West Bromwich Albion
- 1970-1973 :  Benfica Lisbonne
- 1973-1975 :  GD Estoril-Praia
- 1976-1977 :  Sporting Portugal
- 1978 et 1978-1979 :  Boavista FC
- 1979-1980 :  Vitória Setúbal
- 1980-1981 :  CF Belenenses
- 1981-1982 :  GD Estoril-Praia

## Palmarès

### En tant qu'entraîneur
Avec Peterborough United :
- Champion d'Angleterre D4 en 1961

Avec West Bromwich Albion :
- Coupe de la Ligue anglaise en 1966

Avec le Benfica Lisbonne :
- Champion du Portugal en 1968, 1972 et 1973
- Vainqueur de la Coupe du Portugal en 1972

Avec le GD Estoril-Praia :
- Champion du Portugal D2 en 1975

Avec Boavista :
- Vainqueur de la Coupe du Portugal en 1979